# 澳洲巨型動物群

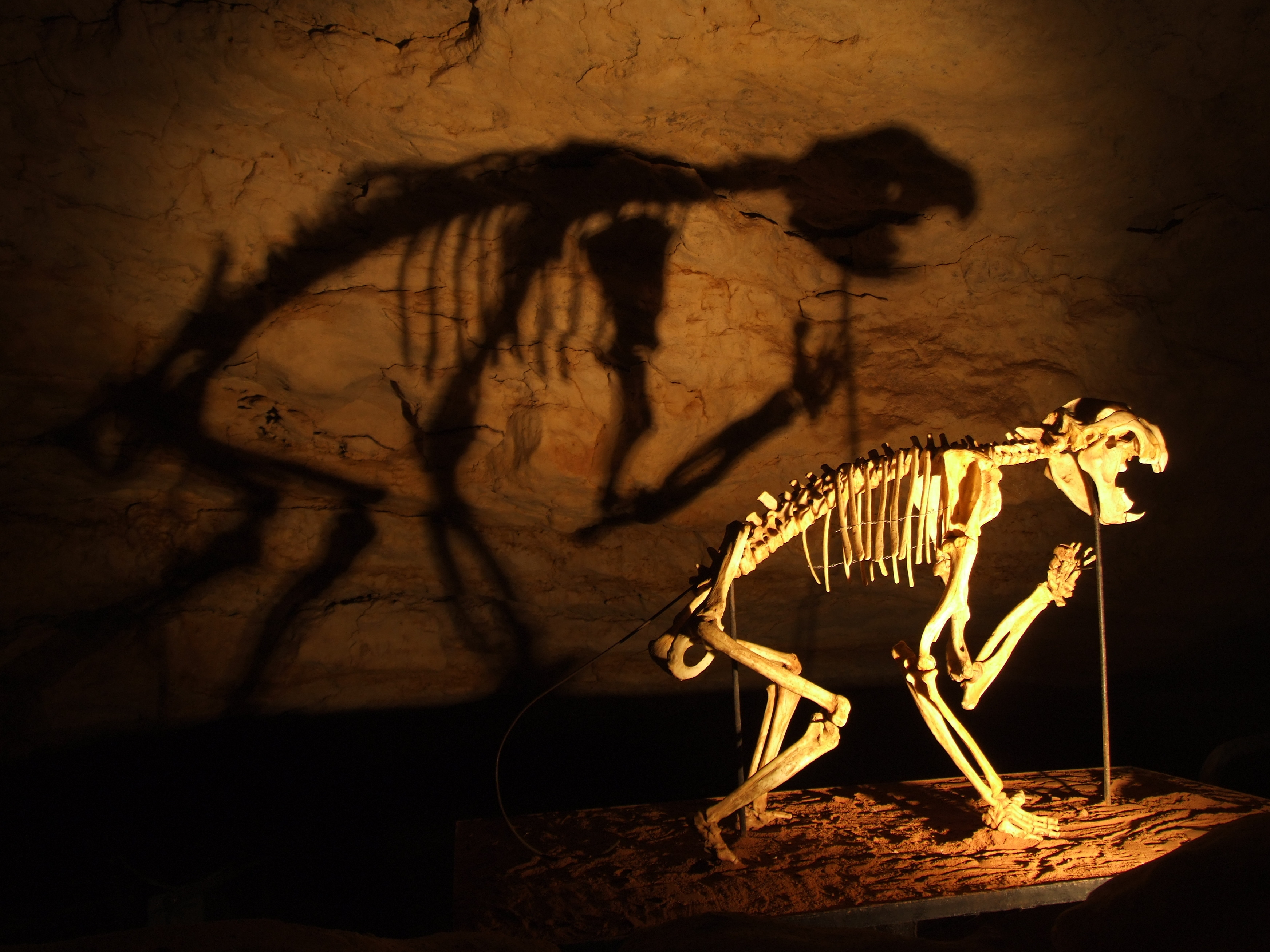
在納拉庫特岩洞內發現的袋獅骨骼。

澳洲巨型動物群是一些澳洲的大型動物，一般體重在30公斤以上，或比其現存親屬重30%以上。大部份澳洲巨型動物群都已於更新世滅絕。
澳洲巨型動物群滅絕的成因現正研究中。有指是因人類約於4.8-6萬年前的到來，獵殺及使用火來管理環境所致。於1.8萬年前最高峰的冰期令環境乾旱可能也是成因之一。不過澳洲巨型動物群在突然消失前，已經生存了達200萬年，期間也有出現乾旱的冰期。根據光釋測年及鈾-釷測年的最新證據，人類可能就是澳洲巨型動物群滅絕的主因。所有形式的巨型動物群都是於同一時期（約於4.7萬年前）內滅絕，正好人類首次到達澳洲。從巨型動物群牙齒的氧及碳同位素分析，顯示一場突然及大型的非氣候事件，改變了植被及現今有袋類的食性，且令巨型動物群滅絕。研究進一步發現當時的氣候與今天的乾旱情況無異。
史前的澳洲巨型動物群與一些傳說生物有很多相似的地方。

## 現存的巨型動物群

### 哺乳類

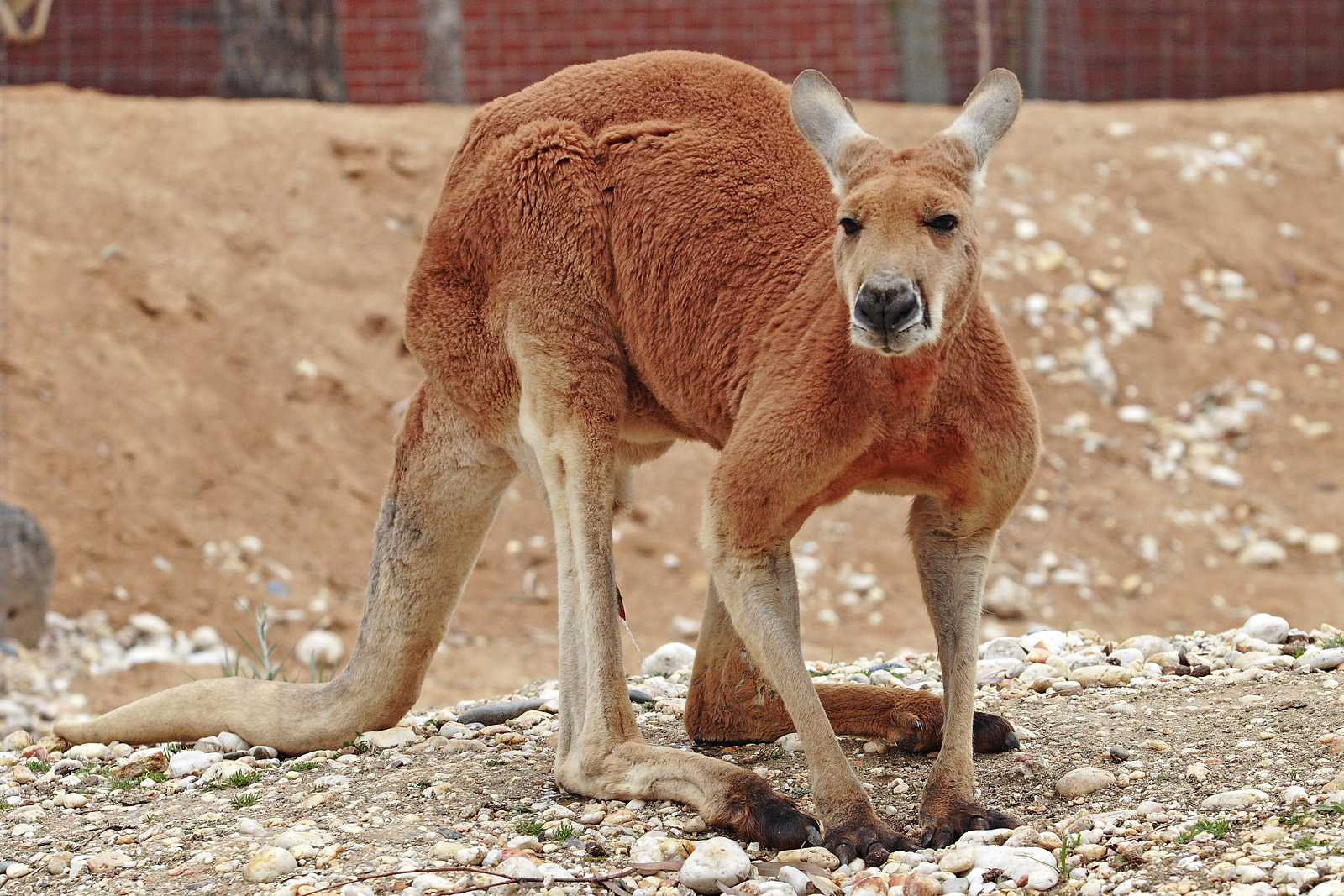
紅大袋鼠。

- 紅大袋鼠：是非常大型的袋鼠，身上有紅褐色的短毛。雄性高1.8米及重85公斤。雌性高1.1米及重35公斤。尾巴可以長達1米。
- 東部灰大袋鼠：分佈在澳洲南部及東部，高2米及重66公斤。
- 羚大袋鼠：分佈在澳洲北部。
- 岩大袋鼠：分佈在多種的環境，如森林、沙漠及草原。牠們重15-47公斤，高1.3米。
- 袋熊：分佈在澳洲東部及塔斯曼尼亞的溫帶森林及高原，重約25-40公斤。
- 毛鼻袋熊：只重19-32公斤，較袋熊粗壯，四肢短小。
- 澳洲野犬：狼的亞種，約於4000年前被引入到澳洲。重約13-20公斤。[4]

### 鳥類

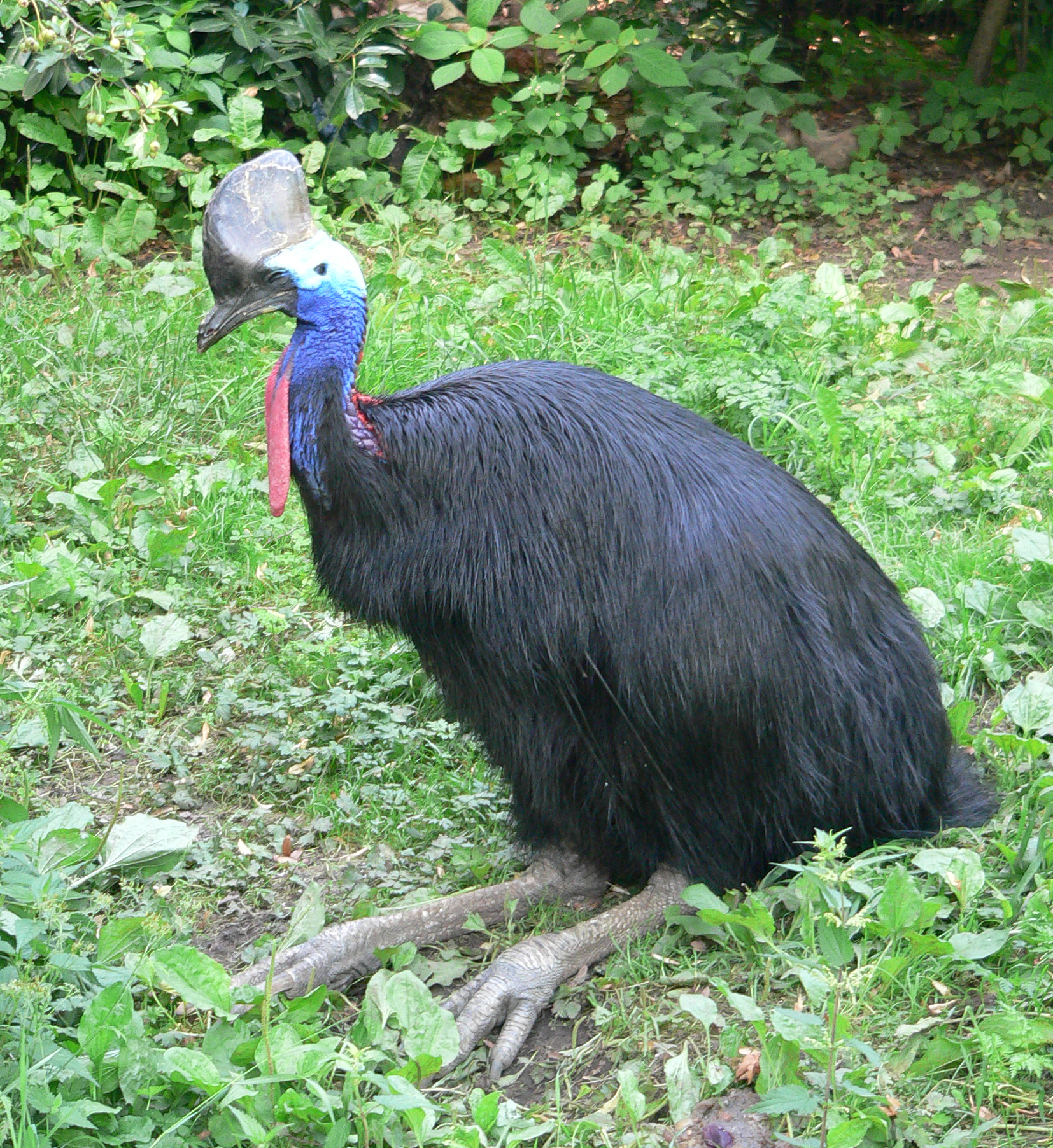
鶴鴕。

- 鴯鶓：羽毛柔軟，毛色通常都是啡色。身高由1.5至2公尺，體重約45公斤，最多不超過60公斤，而雄鳥的體型通常較為細小。
- 鶴鴕：居住於新幾內亞及東北澳洲大型不會飛的鳥，約1.5-1.8米高，有些甚至可達2米高，體重為60公斤。

### 爬行類

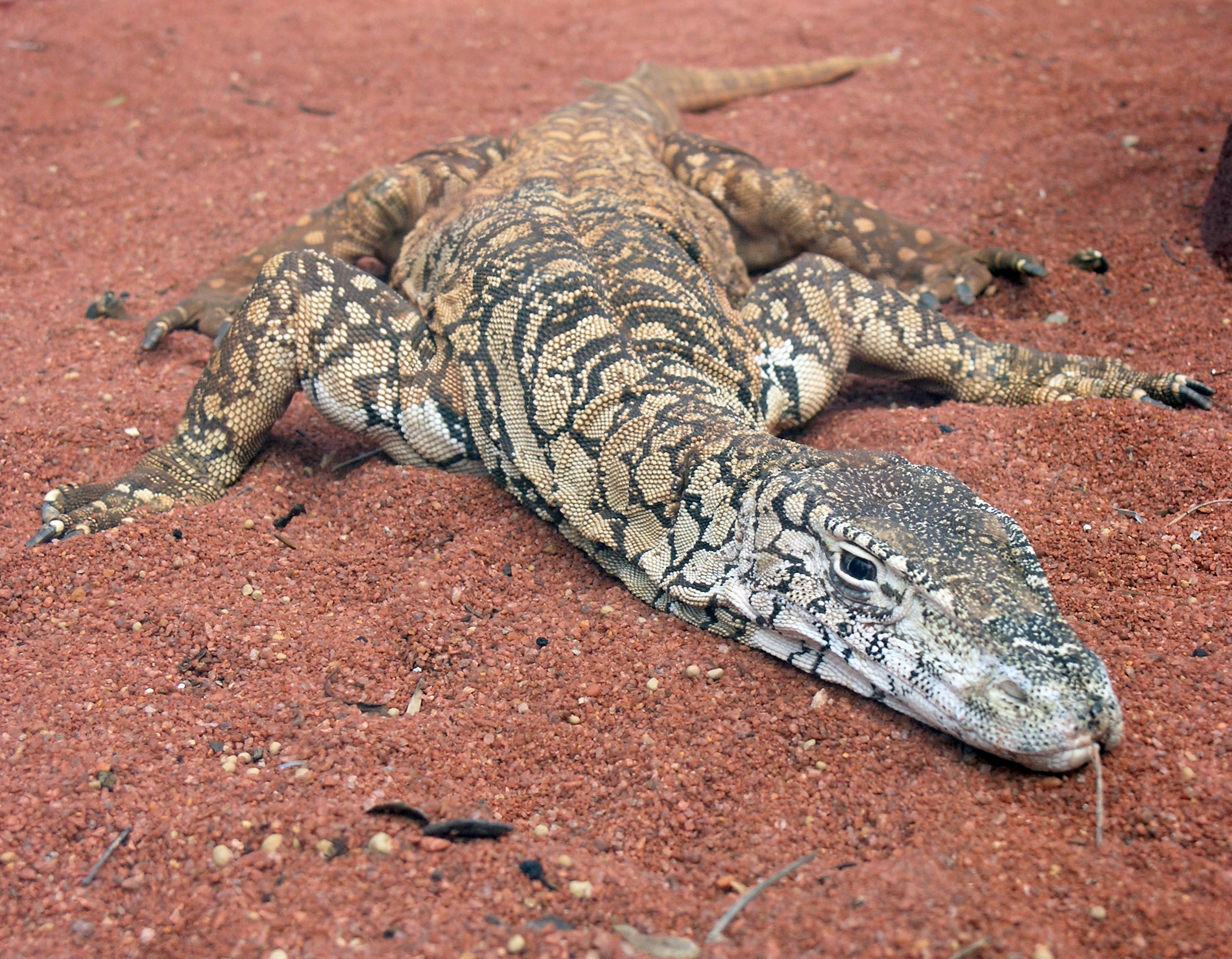
眼斑巨蜥。

- 巨蜥：大型的掠食性蜥蜴。最大的是眼斑巨蜥，可以長達2米。
- 灣鱷：一般長4.8-7米，重達770公斤。
- 澳洲淡水鱷。

## 1788年前滅絕的巨型動物群
以下是於1788年英國殖民澳洲前就已滅絕的澳洲巨型動物群：

### 單孔目
- 哈克特默里舌鼴（英语：Murrayglossus）：於西澳大利亞州的洞穴內發現，至今也是單孔目中體型最大的。
- 迪氏頑齒鴨嘴獸（英语：Obdurodon）：長60厘米的鴨嘴獸，其化石於里弗斯利（Riversleigh）發現。
- 拉氏巨針鼴：前肢非常強壯，主要吃蠕蟲及蛆。
- 碩巨針鼴：另一種巨針鼴。

### 有袋類

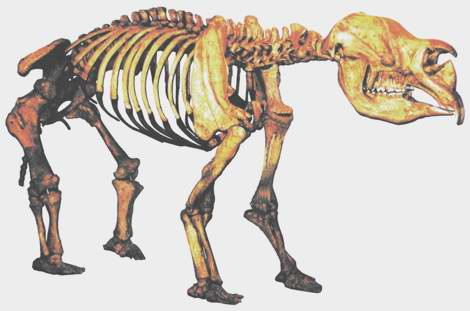
有著河馬般大小的雙門齒獸。

#### 1000-2000公斤[5]
- 麗紋雙門齒獸：是雙門齒科中最大的物種，也是有袋類中最大的，差不多有3米長，肩高2米及重達2噸。
- 小雙門齒獸
- 三葉大面頰獸：約有2米長。牠們棲息在濕地，以叉狀的門齒鏟起蘆葦及莎草科作為食物。
- 阿氏袋貘：與大面頰獸大小相近，爪及鼻子都很長，生存於中新世。

#### 100-1000公斤
- Euowenia grata：歐氏獸的一種。
- Nototherium mitchelli：南袋獸屬的一種。
- 寬顴弓獸（Euryzygoma dunense）
- Phascolonus gigas：大袋熊屬的一種。
- Ramsayia magna：拉氏袋熊的一種。
- Procoptodon goliah：巨型短面袋鼠的一種，是最大的袋鼠，高2-3米及重230公斤。
- Procoptodon rapha、P. pusio及P. texasensis：巨型短面袋鼠下的物種。
- 平面袋鼠：是一屬巨型的沙袋鼠。[6]
- Palorchestes parvus：袋貘的一種。
- Macropus pearsoni及M. ferragus：大袋鼠屬的物種。

#### 10-100公斤
- Simosthenurus pales：短鼻粗尾袋鼠屬的一種。
- 丁氏強袋鼠、Sthenurus oreas、S. andersoni及S. atlas
- 巨型樹袋熊：比現今的樹熊大上三分之一。
- Phascolomys medius
- Lasiorhinus angustioens：毛鼻袋熊屬的一種。
- 和諧袋鼠
- Troposodon minor：褶齒袋鼠屬的一種。
- 小型短臉袋鼠：與現今的東部灰大袋鼠一樣高，但較為粗壯。
- Simothenurus brownei、S. gilli及S. maddocki
- 食肉袋鼠：生存於中新世及上新世，重達70公斤，高1.5-3米。牠們的牙齒顯示是肉食性的。
- 劊子手袋獅：大小如豹。
- Vombatus hacketti：袋熊屬的一種。
- Macropus thor、M. piltonensis及M. rama：大袋鼠屬的物種。
- Warrendja wakefieldi
- Sarcophilus harrisii laniarius：袋獾屬的一種，外觀像放大了袋獾。

### 鳥類

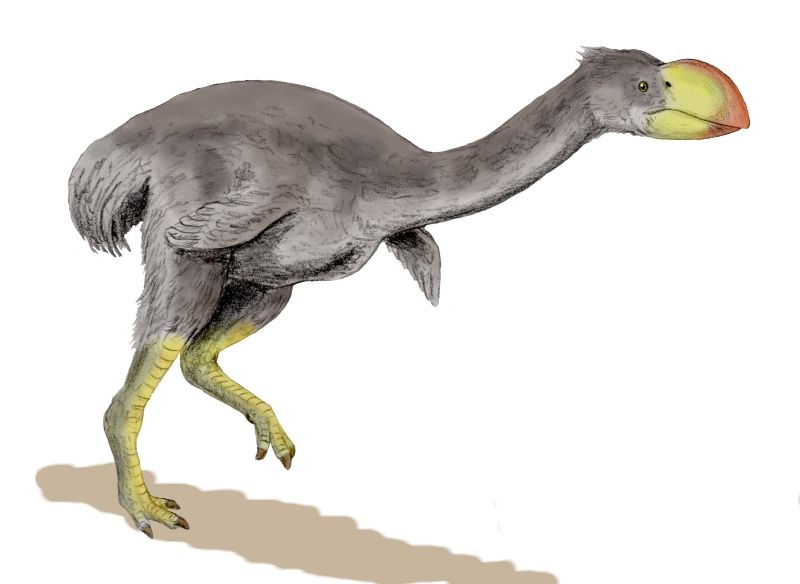
史氏雷嘯鳥。

- 史氏雷嘯鳥：一種不會飛的鳥，高3米及重500公斤。
- Bullockornis planei：一種牛鳥，高2.5米及重250公斤，很可能是肉食性的。
- 牛頓巨鳥：與駝鳥差不多高，是馳鳥科最後生還的成員。
- Leipoa gallinacea是一種巨型的眼斑冢雉。

### 爬行類

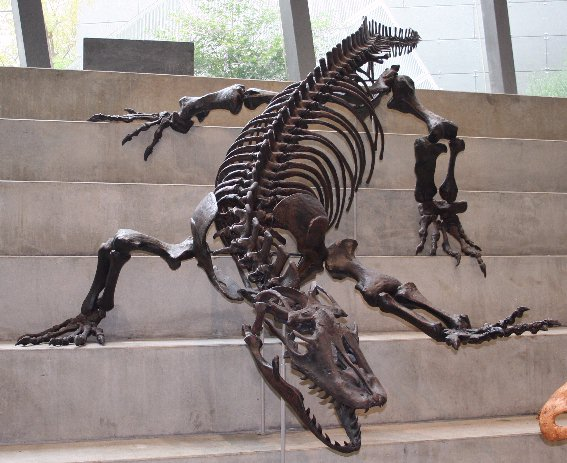
古巨蜥。

- 古巨蜥：是一種巨型及肉食性的巨蜥，可能長達7米及重1940公斤。[7]
- Wonambi naracoortensis：一種無毒的沃那比蛇，長5-6米。
- 金卡納鱷屬：馬氏鱷亞科的鱷魚，長5-7米。
- 沼王鱷屬：馬氏鱷亞科的鱷魚，體長可達4米。
- 岩蟒屬未知物種：生存於上新世，長達10米，是已知澳洲最大的蛇。其外觀很像奧立弗蟒。[8]
- 卷角龜：是一屬巨型的陸棲曲頸龜亞目，長2.5米，頭上有角及尾上有刺。

## 1788年後滅絕的物種
以下是於1788年英國殖民澳洲後才滅絕的澳洲巨型動物群：
- 袋狼：已於1936年消失，正式確認於1989年滅絕。
- 塔斯曼尼亞鴯鶓：確實滅絕的時間不詳，可能是於1850年。
- 袋鼠島鴯鶓：確實滅絕的時間不詳，可能是於1827年。
- 王島鴯鶓：於1822年滅絕。
- 東部小袋鼠：最後的標本是於1889年紀錄的。
- 荒漠袋鼠：最後於1935年見到。
- 荒漠袋狸：最後的標本是於1943年紀錄的。
- 新月甲尾袋鼠：最後的標本是於1928年紀錄的，於1956年滅絕。
- 寬臉長鼻袋狸：最後的標本是於1875年紀錄的。
- 圖拉克袋鼠：於1939年滅絕。
- 豚足袋狸：約於1950年代滅絕。

## 其他大型澳洲物種

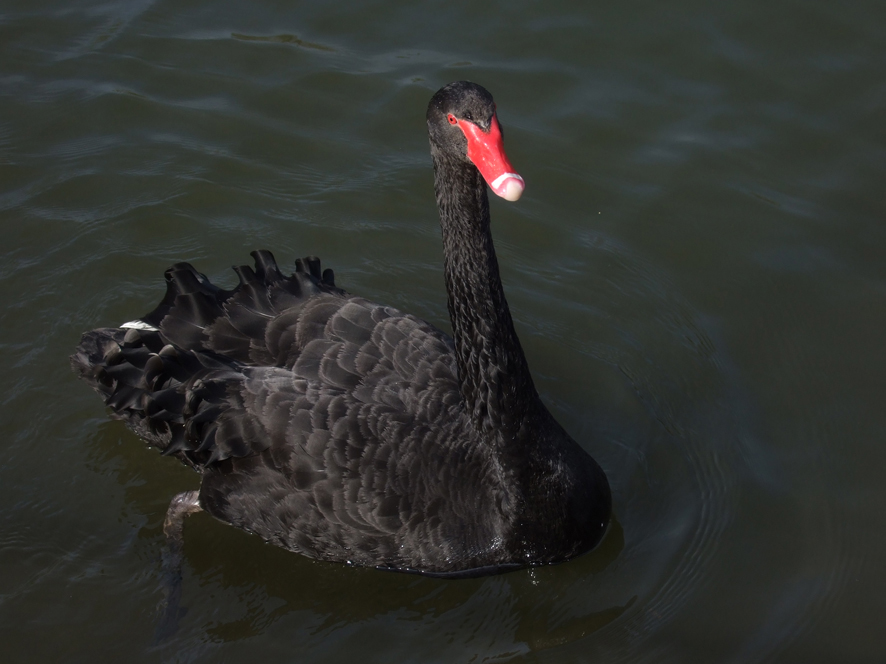
黑天鵝。

- 楔尾鷹
- 中白鷺
- 白頸黑鷺
- 烏灰鷺
- 蠟嘴雁
- 澳洲淡水鱷
- 黑天鵝
- 澳洲鶴
- 黑大袋鼠
- 澳洲鵜鶘
- 無尾熊
- 袋獾
- 黑尾袋鼠
- 長吻針鼴

## 傳說的巨型生物群
- 本耶普
- 彩虹蛇

## 外部連結
- Cuddie Springs
- Interview with Dr John Long, curator at the Museum of Victoria （页面存档备份，存于）
- Naracoorte caves in South Australia
- Lost Kingdoms